# 236305 Adamriess
236305 Adamriess è un asteroide della fascia principale. Scoperto nel 2006, presenta un'orbita caratterizzata da un semiasse maggiore pari a 2,3414558 UA e da un'eccentricità di 0,1184777, inclinata di 7,83922° rispetto all'eclittica. È dedicato allo statunitense Adam Riess, vincitore del premio Nobel per la fisica nel 2011.